# Thường Phước 1
Thường Phước 1 là một xã thuộc huyện Hồng Ngự, tỉnh Đồng Tháp, Việt Nam.

## Địa lý
Xã Thường Phước 1 nằm ở phía bắc huyện Hồng Ngự, có vị trí địa lý:
- Phía đông giáp xã Thường Thới Hậu A
- Phía tây giáp tỉnh An Giang với ranh giới là sông Tiền
- Phía nam giáp xã Thường Phước 2
- Phía bắc giáp Campuchia.

Xã có diện tích 34,31 km², dân số năm 1999 là 18.866 người, mật độ dân số đạt 550 người/km².
Phía bắc xã có cửa khẩu Thường Phước thông thương với cửa khẩu Kaoh Roka của Campuchia.

## Lịch sử
Xã Thường Phước 1 được thành lập vào ngày 6 tháng 3 năm 1984 trên cơ sở tách một phần diện tích và dân số của xã Thường Phước cũ.
Ngày 4 tháng 11 năm 2022, UBND tỉnh Đồng Tháp ban hành Quyết định số 1203/QĐ-UBND.HC về việc công nhận khu Cửa khẩu quốc tế Thường Phước đạt tiêu chí đô thị loại V.